# DKW Hobby

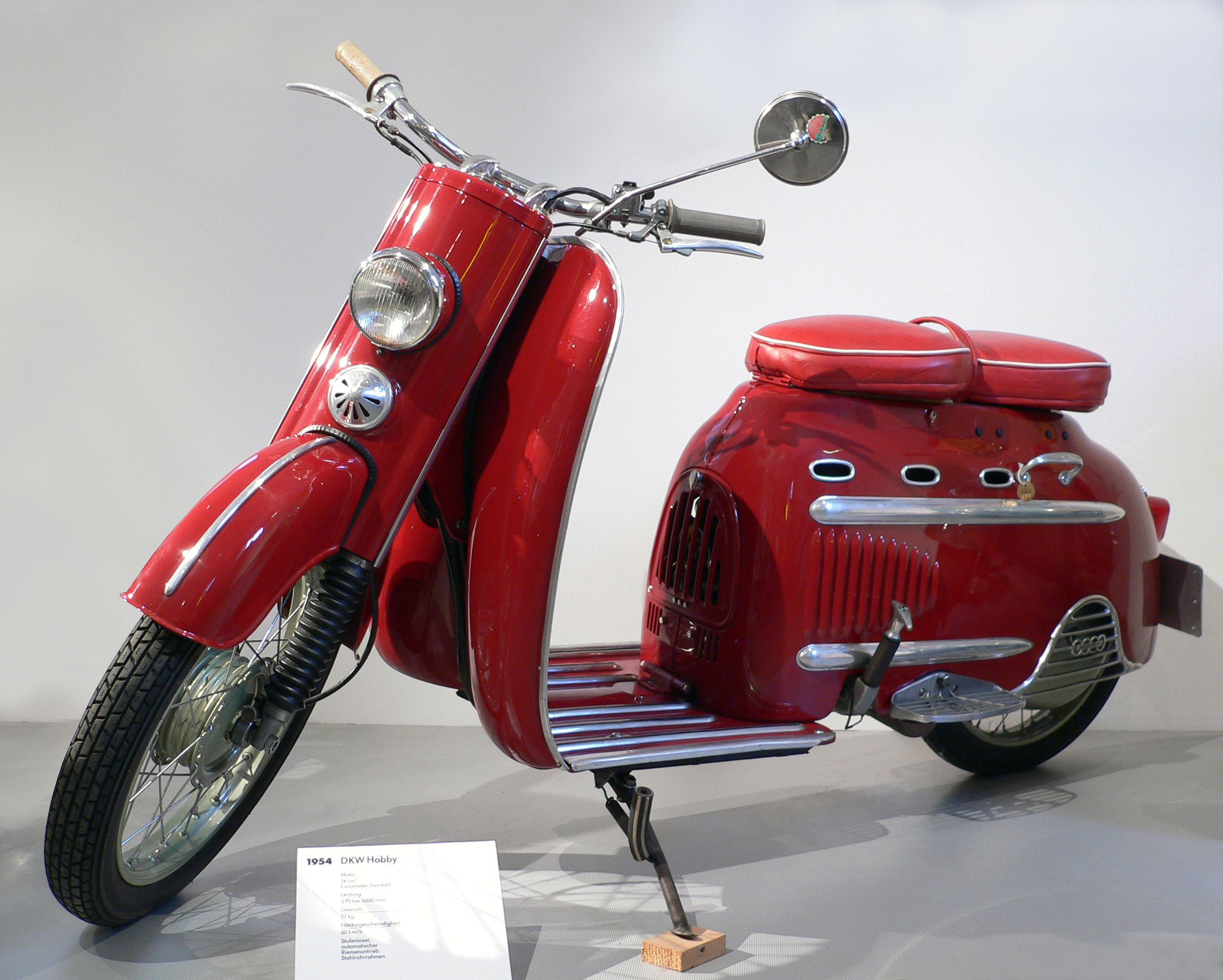
DKW Hobby Luxus

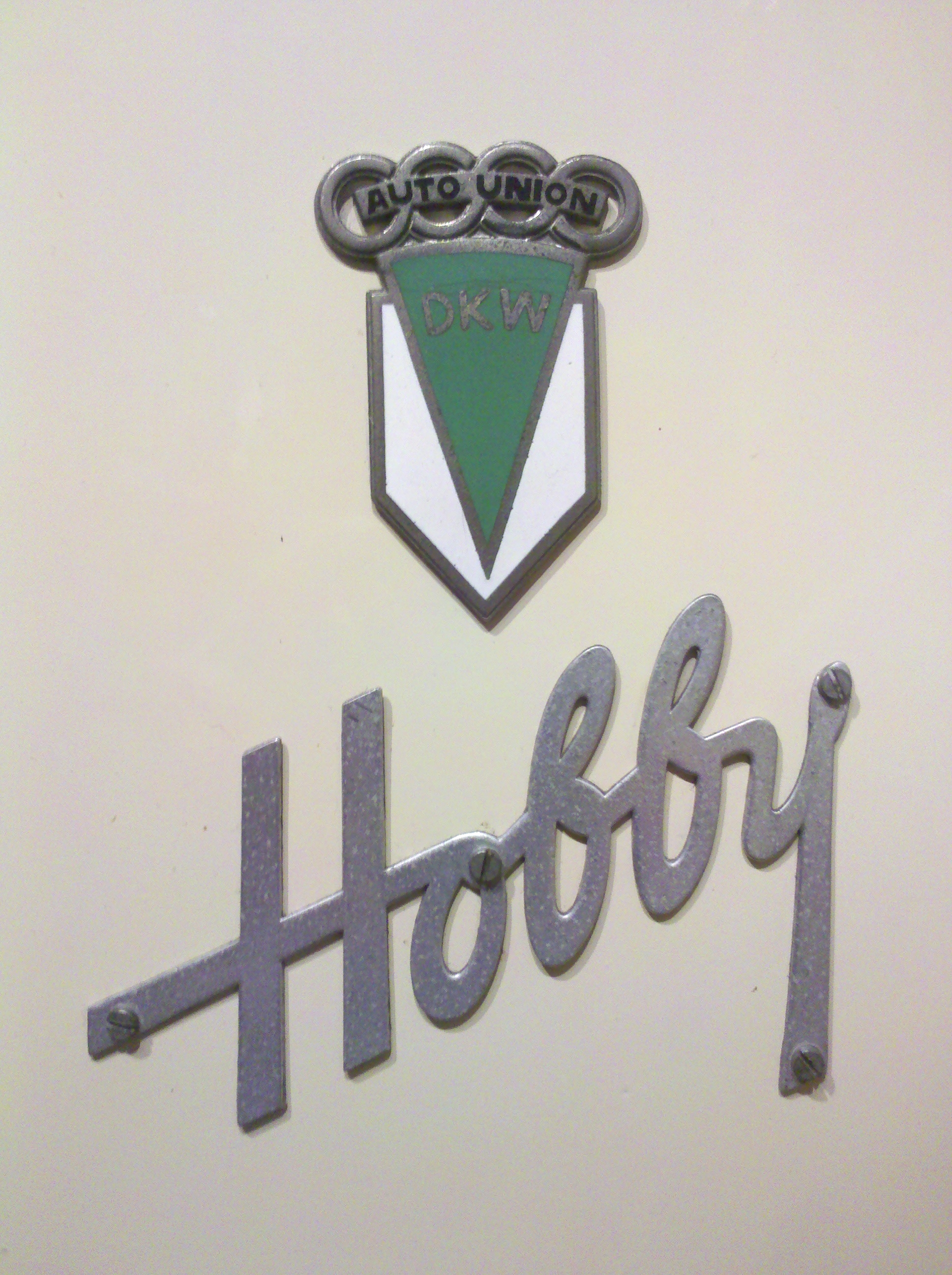
Markenemblem und Schriftzug am Beinschild einer DKW Hobby Luxus

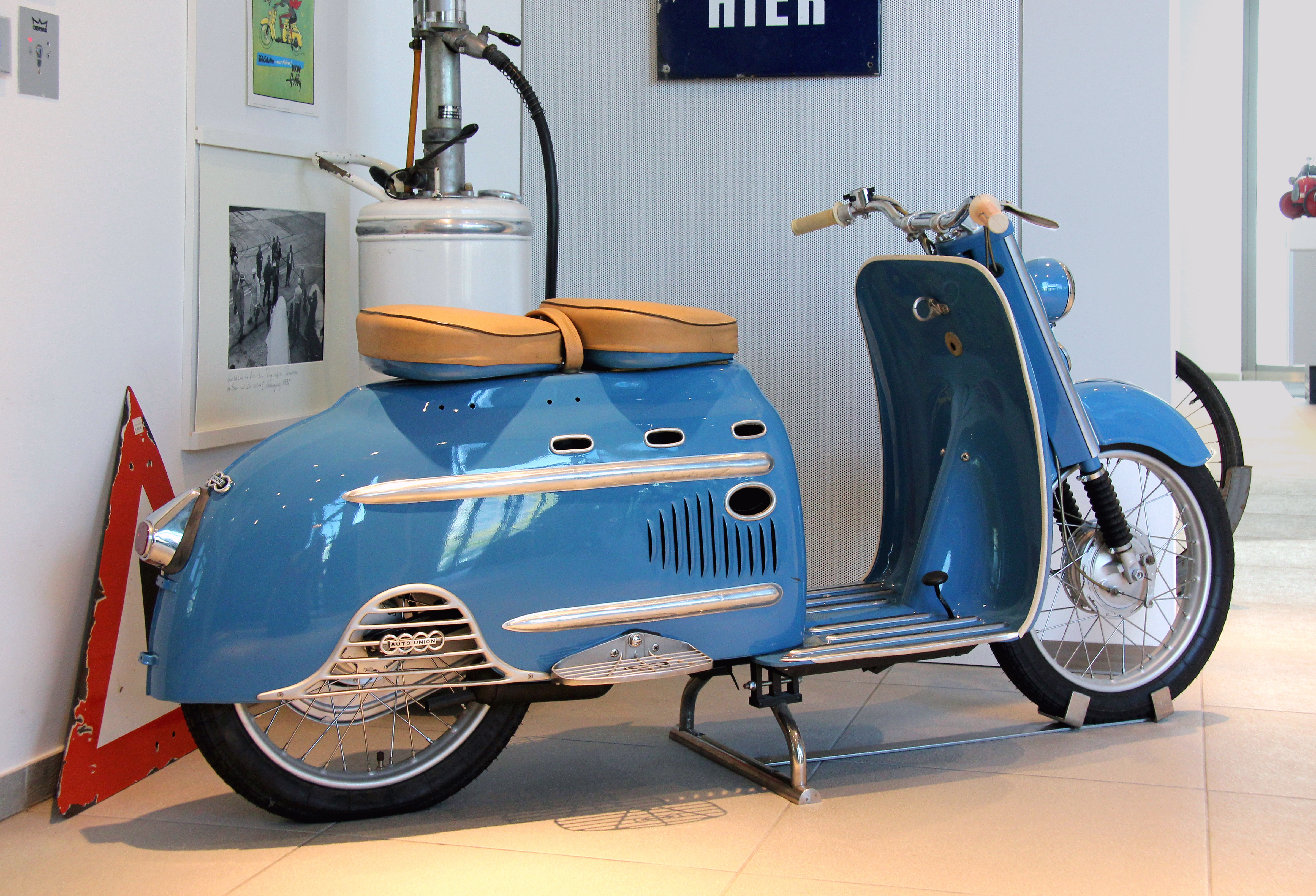

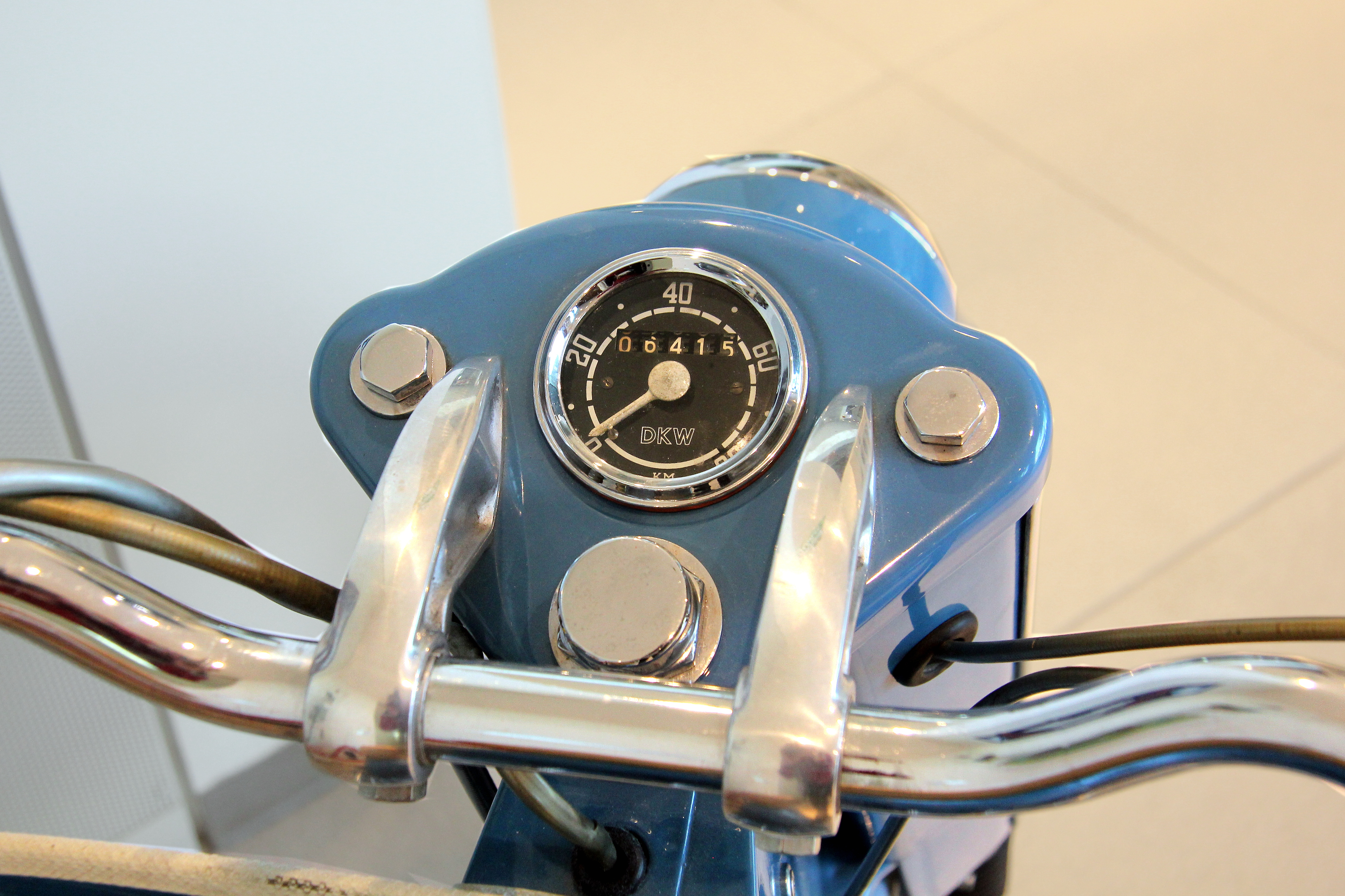

Die DKW Hobby ist ein Motorroller, den Auto Union GmbH von 1954 bis 1957 in einer Auflage von 45.303 Stück baute. 1953 entschloss sich das Unternehmen, noch ins Rollergeschäft einzusteigen, nachdem es vorher Piaggios Angebot abgelehnt hatte, die Vespa in Lizenz zu produzieren. Die Hobby war der meistgekaufte westdeutsche Motorroller des Jahres 1955 in der Klasse bis 125 Kubik.
Von 1957 bis 1962 baute die Manufacture de Machines du Haut-Rhin S. A (Manurhin), Mülhausen, die Hobby in Lizenz. Auffälliger Unterschied gegenüber dem Original ist die durchgehende Blechverkleidung des Aufbaus im Bereich des Hinterrades; das Original hatte dort einen Ausschnitt mit einem eingesetzten Aluminiumgitter.

## Technik
Die Hobby ist eine Konstruktion mit geschweißtem Zentralrohrrahmen, die den für Motorroller typischen Durchstieg bietet; er reicht vom Lenkkopf bis zur Lagerung der Hinterradschwinge. Tank und Motor sind unter dem Fahrersitz eingebaut. Das Fahrzeug ist vollverkleidet, wobei sich der Frontschild vor dem Fahrer bis unter den Lenker hochzieht und wirkungsvoll vor Straßenschmutz schützt. Die Hinterradverkleidung kann nach vorn hochgeklappt werden, um die Antriebseinheit freizugeben. Relativ große 16″-Räder sowie eine Teleskopgabel vorn und die hintere Schwinge mit Gummidruckfederung sind die kennzeichnenden Konstruktionsmerkmale des Fahrwerks. Wegen der recht hohen Lage des Kettenritzels – bedingt durch den nach vorn geneigten Einbau der Motor-Getriebe-Einheit – ist die Hinterradschwinge stark schräg gestellt.
Der Roller war zunächst nur einsitzig erhältlich, hatte eine verhältnismäßig schwach dimensionierte Vorderradbremse und die Karosserie war für den Soziusbetrieb zu instabil. Im Mai 1955 erschien die Hobby-Luxus mit einer von 105 auf 125 mm Durchmesser vergrößerten vorderen Vollnabentrommelbremse. Die hintere Karosserie wurde verstärkt, sodass die Tragfähigkeit von 103 auf 156,5 kg stieg. Die Kette bekam einen geschlossenen Kettenkasten, der Tachometer war jetzt serienmäßig und der Roller erhielt, dem Zeitgeist entsprechend, mehr Chromschmuck. Der Preis für die Hobby-Luxus betrug 950 DM, Soziuskissen und Soziusfußbretter waren als Sonderausstattung lieferbar. Die ursprüngliche Ausführung des Rollers wurde als Hobby I im Preis gesenkt und kostete nun 795 DM.
Angetrieben wird die Hobby von einem gebläsegekühlten Einzylinder-Zweitaktmotor mit 74 cm³ Hubraum. Er hat Umkehrspülung und Mischungsschmierung (1 : 25). Angelassen wird der Motor mit einem Handseilzug. Die 3 – nach anderen Quellen 3,5 PS (2,6 kW) – des kleinen Motors bringen den Roller auf eine Höchstgeschwindigkeit von 60 km/h und ermöglichten eine Beschleunigung aus dem Stand auf 40 km/h in 8,5 Sekunden solo bzw. in 11,5 Sekunden mit zwei Personen.
Eine Besonderheit des DKW-Rollers ist das stufenlose Riemengetriebe, System Uher, das ihn zum ersten deutschen Zweirad mit vollautomatischem Getriebe machte. Die beiden kegelförmigen Hälften der vorderen Riemenscheibe werden mit steigender Motordrehzahl durch Gewichte zusammengedrückt. Die von einer Feder vorgespannten Hälften der ähnlich aufgebauten hinteren Riemenscheibe entfernen sich entsprechend voreinander. Dadurch läuft der breite Keilriemen auf unterschiedlichen Durchmessern, die Gesamtübersetzung kann zwischen 1 : 24,4 und 1 : 8,33 variieren. Von der angetriebenen Riemenscheibe wird die Motorkraft über eine Untersetzungstufe mit Stirnzahnrädern und einen Kettentrieb zum Hinterrad übertragen.
Statt des üblichen Kupplungshebels hat die Hobby links am Lenker einen Ausrückhebel, um das Riemengetriebe vor dem Anhalten in Leerlauf zu bringen. Er muss gezogen werden, um den Motor nicht abzuwürgen, jedoch erst bei einer Geschwindigkeit von weniger als 5 km/h.
An der Entwicklung des Hobby-Rollers war auch Richard Küchen beteiligt. Ein vergrößertes 100er Modell lief im Versuch, ging aber nicht in Serie.

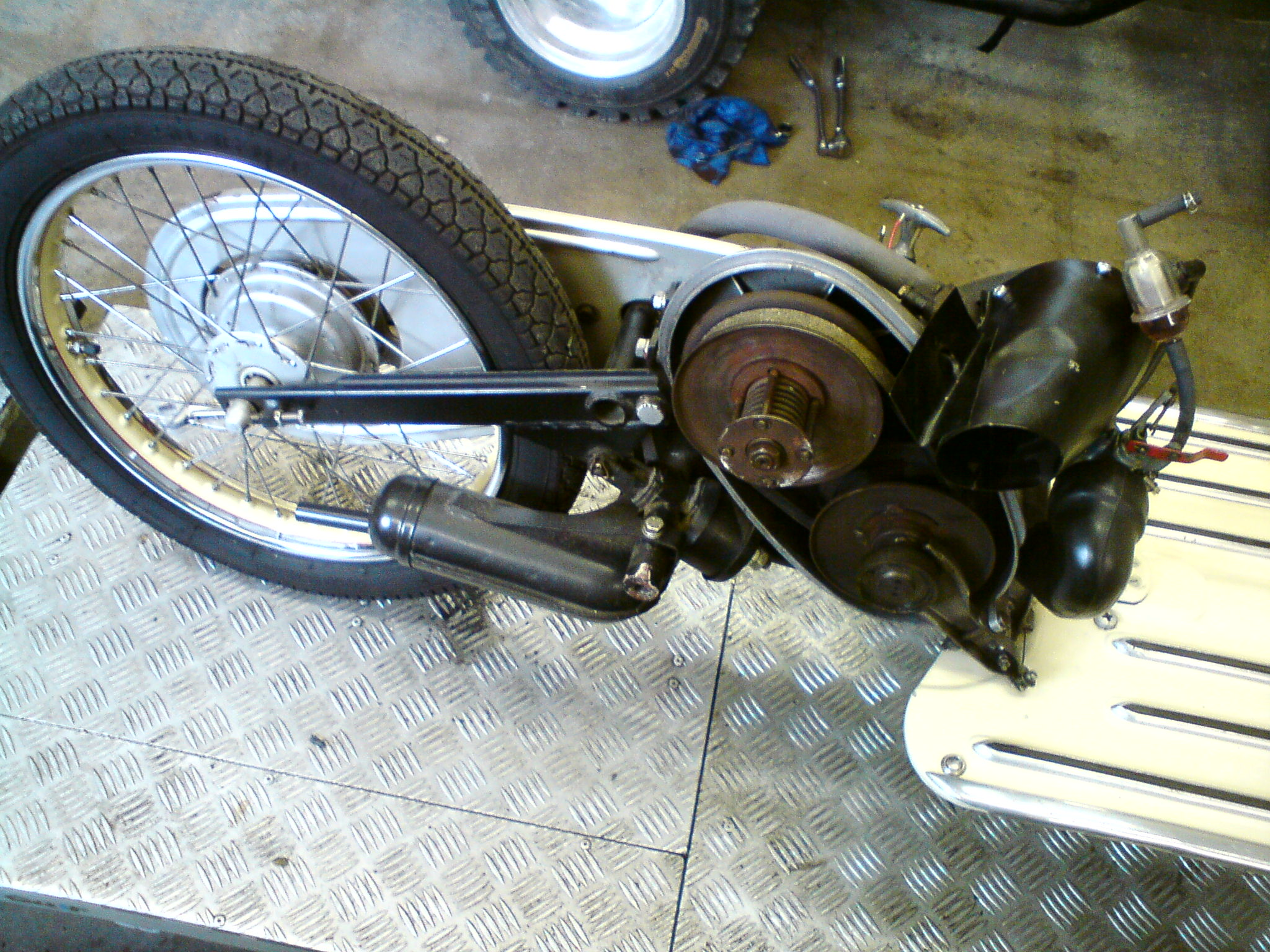
Antriebseinheit und Hinterrad einer Hobby Luxus ohne Verkleidung

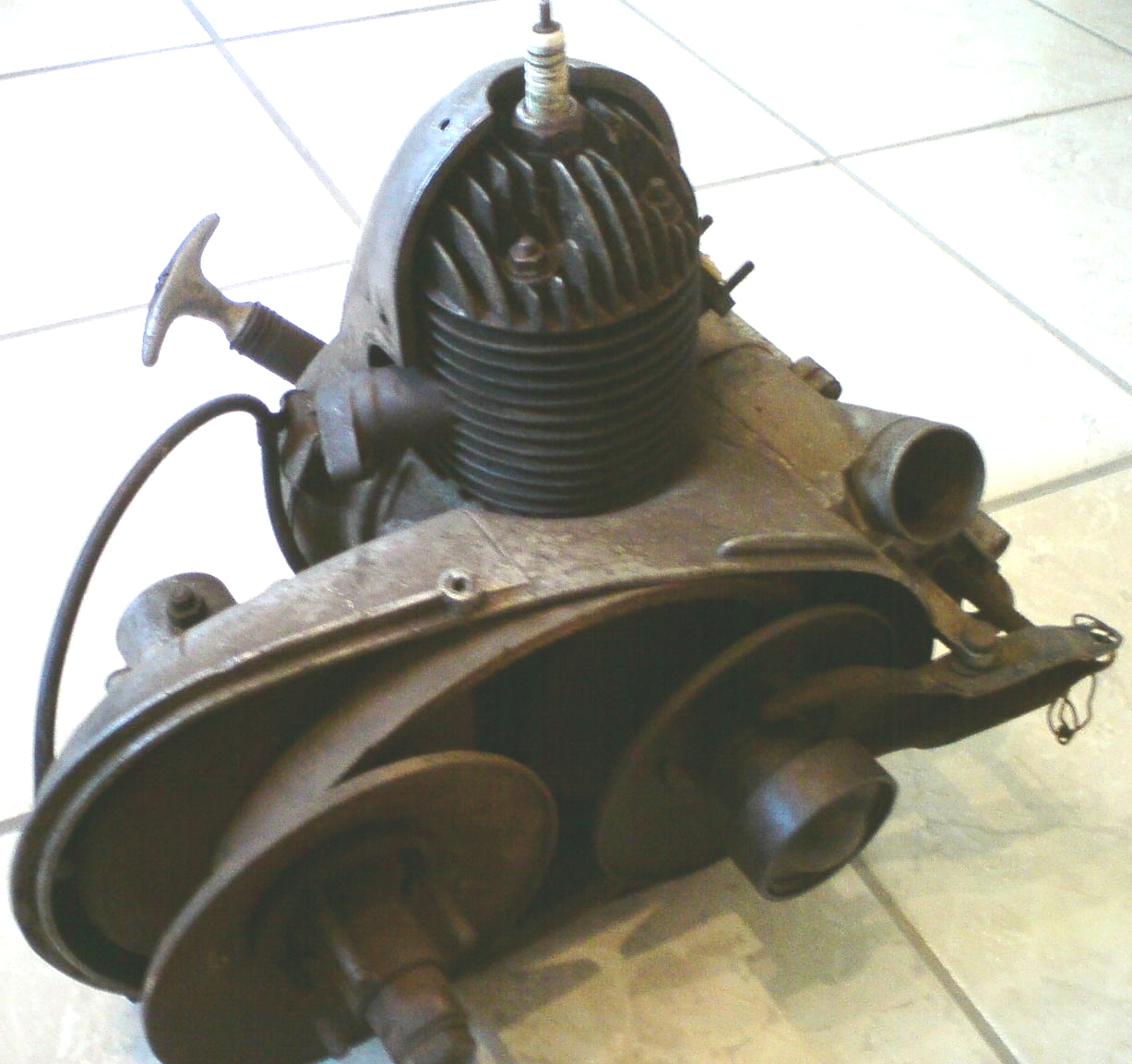
Motor und Teil des Getriebes

| DKW Hobby Luxus       | DKW Hobby Luxus                                                                 |
| --------------------- | ------------------------------------------------------------------------------- |
| Baujahre              | 1954–1957                                                                       |
| Motor                 | gebläsegekühlter Einzylinder-Zweitaktmotor, Seilzugstarter                      |
| Steuerung             | Schlitzsteuerung                                                                |
| Ladungswechsel        | Umkehrspülung                                                                   |
| Bohrung × Hub         | 45 × 47 mm                                                                      |
| Hubraum               | 74 cm³                                                                          |
| Verdichtung           | 6,1–6,3 : 1                                                                     |
| Nennleistung          | 3 PS (2,2 kW) bei 5000/min                                                      |
| max. Drehmoment       | 4,7 Nm bei 4250/min                                                             |
| Gemischaufbereitung   | Bing-Schwimmervergaser mit Startluftschieber 4/14/1                             |
| Schmierung            | Zweitaktgemisch 1 : 25                                                          |
| Zündung               | Schwungradmagnetzündung                                                         |
| Lichtmaschine         | 6 V – 17 W; ab Motor-Nr. 03 042 312: 6 V – 20 Watt                              |
| Bordspannung          | 6 V                                                                             |
| Getriebe              | stufenloses Riemengetriebe                                                      |
| Endantrieb            | Kette (vollgekapselt)                                                           |
| Rahmen                | Zentralrohrrahmen                                                               |
| Maße (L × B × H)      | 1960 × 670 × 900 mm                                                             |
| Radstand              | 1350 mm                                                                         |
| Sitzhöhe              | 740 mm                                                                          |
| Radaufhängung vorn    | Teleskopgabel                                                                   |
| Radaufhängung hinten  | Schwinge mit Gummielement                                                       |
| Reifengröße           | 2,5-16"                                                                         |
| Bremsen               | Trommelbremsen vorn und hinten, ø 105 mm; bei soziusfestem Roller vorn ø 125 mm |
| Leergewicht           | 77 kg, soziusfester Roller 80 kg                                                |
| zul. Gesamtgewicht    | 180 kg, soziusfester Roller 230 kg                                              |
| Tankinhalt            | 6,5 Liter (Reserve: 1 l)                                                        |
| Normverbrauch (a)     | 1,75 l/100 km                                                                   |
| Höchstgeschwindigkeit | 60 km/h                                                                         |
| Stückzahl             | 45.303                                                                          |